# Château de Culan
Pour les articles homonymes, voir Ollon (homonymie).
Le château de Culan est une forteresse médiévale situé sur la commune de Culan, dans le département français du Cher et la région Centre-Val de Loire.

## Localisation
Le château est bâti sur le rebord de la vallée de l'Arnon, entre Cher et Indre, au contact du Berry et du Bourbonnais. Le sentier de grande randonnée 41 le dessert.

## Historique
Le château, inscrit au début du XXe siècle sur la liste des monuments historiques et classé (murs et toitures) en 1956, a connu une histoire tourmentée.
Bâtie sur un éperon rocheux dominant la rivière et la vallée de l'Arnon (site naturel classé), une première construction en bois — dont il ne reste rien — aurait été démolie au Xe siècle. Une seconde bâtisse fut assiégée et détruite par Philippe Auguste en 1188.
Le château actuel a commencé à être construit à la fin du XIIe siècle, début du XIIIe siècle, et la construction s'est poursuivie jusqu'au XVe siècle, avec de rares rajouts à la Renaissance (fenêtres à meneaux). Lors de la Fronde (en 1651), le château perd, sur ordre de Mazarin, le haut de son donjon, une partie de ses remparts et son châtelet d'entrée.
Il a notamment appartenu à l’amiral de Culant (1360–1444), à Maximilien de Béthune, duc de Sully (de 1614 à 1621) puis au prince de Condé († 1646). En 1663, son fils puîné le prince de Conti cède les terres à Michel Le Tellier de Chaville, marquis de Barbezieux, dont une branche en descendance féminine (familles d'Harcourt : cf. Louis-François, puis de Croÿ : cf. François) reste propriétaire jusqu'à la Révolution.
Durant la Révolution, les terres du château furent partagées entre quelques familles et la forteresse fut vendue comme bien national. Au XIXe siècle et dans la première moitié du XXe siècle, le château appartenait à Félix Legrand († 1893), avocat à la Cour d'appel de Bourges et maire de Saint-Doulchard, puis à son fils l'helléniste Philippe-Ernest Legrand (1866-1953).
Façades et toitures ont été inscrites le 2 mars 1926 puis classées monument historique le 2 juin 1956.
Il a reçu plusieurs hôtes célèbres : Jeanne d’Arc (1429), Louis XI (1465), Sully, Madame de Sévigné, la romancière George Sand, « la bonne dame de Nohant » venue en voisine avec Chopin, ou encore Ernest Renan. Le général de Gaulle, en visite à Saint-Amand-Montrond après guerre, préféra passer la nuit dans une demeure particulière de la rue de l’Église.

### La famille féodale de Culan
Les barons de Culan(t) ont fondé une illustre famille féodale,,,, dont voici la lignée simplifiée :  
- - Guillaume de Culan, fl. 1188, est un des fondateurs de l'abbaye de Bussières. Son fils - Renoul/Renaud Ier eut de sa femme Béatrix : Guillaume (qui semble le 2e mari d'Agnès dame de Charenton, veuve de Guillaume de Courtenay-Champignelles, fille d'Anséric de Toucy de Baserne et d'Agnès/Guillerme de Montfaucon-Charenton) ; Raoul (prieur de Vatan) ; et l'aîné, - Hélie de Culan, † apr. 1217, père de - Renoul II, † apr. 1253, qui fut aussi seigneur de Châteauneuf et de Saint-Désiré, et maria Marguerite de Blaison de Mirebeau. Renoul II et son « petit-fils » Renoul IV, qui suivra, sont distingués par le site Geneanet, mais ils sont confondus par les généalogies traditionnelles de La Thaumassière, Moréri ou La Chesnaye, en un seul sire - Renoul II - qui aurait épousé successivement Marguerite de Mirebeau puis Catherine de Carency : l'une ou l'autre, selon les auteurs, étant considérée comme la mère de Renoul III ; les générations de Renoul II à Renoul IV, on le voit, ne sont donc pas très assurées. Le fils de Renoul II ;
  - - Renoul III, † apr. 1270, marié à Sibylle, enfanta Sibylle/Sédille (x Eudes II de Sully-Beaujeu) ; Mahaut (x Renaud de Toucy-Bazarnes) ; et - Renoul IV, mari de Catherine de Condé (-Bailleul/du Propriétaire) de Carenci, veuve de Jacques de Châtillon sire de Leuze et de Condé (-Château), d'où : 
    - - Renoul IV ou V, † apr. 1323, père entre autres enfants de : Gaucelin de Culan [il marie une fille d'Aénor de Sully et Vivien de Barbezieux, et devient la souche de la branche du châtel Saint-Amand, La Creste, Chaugy/Changy et Dervant/Drevant : branche qui hérita en 1420 de Culan, Saint-Désiré et Châteauneuf  — voir à ce dernier article, et ci-après. Parmi les petits-fils de Gaucelin de Culan figure l'amiral Louis, et parmi ses arrière-petits-enfants, deux frères : le Grand-maître Charles et le maréchal Philippe] ; d'Agnès de Culan (x Guy VII de La Rochefoucauld) ; et de l'aîné, - Jean, qui suit ;
- - Jean Ier de Culan, † av. 1342, x 1309 Jeanne dame de Romefort, fille d'Hugues II de Bouville, d'où entre autres enfants : Gaucelin, chanoine de Bourges ; Henri archidiacre de Boulogne en Thérouanne ; Josseaume († apr. 1353 ; un fidèle du roi Philippe VI) ; Alix (x 1° Godefroi/Geoffroi Maingot de Surgères d'Azay, et 2° François de Linières de Rougemont) ; et leurs frères aînés :
  - - Jean II († 1347) ; x Agnès/Marie de Sancerre-Sagonne, veuve de Godemar Ier de Linières, d'où - Renoul V ou VI, † apr. 1347 sans postérité  ; et - Agnès, dame de Culan après son frère Renoul, † apr. 1352, sans postérité de son époux Louis II Carbonel de Sancerre-Menetou-Salon ;
  - et - Eudes Ier de Culan († 1380) ; frère puîné de Jean II, et sire de Culan après ses neveux Renoul et Agnès qu'on vient d'évoquer ; x 1° Blanche/Jeanne de Beaujeu, fille de Guichard VI et veuve de Jean de Linières, sire de Brécy, qui était un petit-fils de Godemar de Lignières et d'Agnès/Marie de Sancerre-Sagonne ci-dessus ; x 2° Isabelle, † apr. 1370, fille de Robert de Chârost ; et x 3° Marguerite, fille d'Aimé de Joinville-Vaucouleurs de Méry, remariée veuve à Hugues II de Chaumont d'Amboise. De ses 2° noces, Eudes de Culan eut - Gilbert de Culan († apr. 1381) ; et du 3° lit, - Aénor/Eléonore, dame de Culan après son demi-frère Gilbert, † 1420 sans postérité de ses deux mariages avec 1° Philippe de La Trémoïlle d'Uchon et Bourbon-Lancy, † 1386, frère du comte de Joigny Guy de La Trémoille et cousin germain de Georges, et 2° Guichard II Dauphin de Jaligny, Grand-maître de France, † 1415 à Azincourt.
- En 1420, l'amiral - Louis Ier de Culan (1360-1444), fils cadet d'Isabeau/Isabelle (fille de Louis Ier de Brosse de Boussac et Sainte-Sévère) et de Guichard de Culan-Saint-Amand-La Creste (fils de Gaucelin de Culan ci-dessus), hérita de Culan, Saint-Désiré et Châteauneuf-sur-Cher d'Aénor/Eléonore de Culan, sa cousine issue de germains. Sans postérité de sa femme Jeanne de Châtillon, dame de la Palisse.
  - Le neveu de l'amiral Louis, le Grand-maître - Charles Ier de Culan, † 1460, fils de son frère aîné Jean de Culan-Saint-Amand-La Creste et de Marguerite de Sully (fille de Guillaume de Sully-(Beaujeu), sire de Saint-Août, la Chapelotte et Vouillon), lui succéda en 1444. Charles eut de sa 1re femme Belle-Assez de Sully-Beaujeu dame de Cluis-Dessus, Bouesse et Magnac (petite-cousine de Marguerite de Sully) : Marguerite d'Ainay-le-Vieil (x Louis de Belleville de Montaigu de Cosnac) ; Georgette (x Pierre de Pocquières de Belâbre) ; Anne (x François de Beaujeu-Amplepuis de Linières) ; Dauphine (x Pierre de Villiers de Beauvoir) ; Jean (auteur de la 2e branche de Châteauneuf) ; et l'aîné, - Louis II de Culan, † apr. 1487, x 1468 Michelle de Chouvigny/de Chauvigny de Blot, d'où :
    - - Gabriel de Culan, x 1° Marguerite d'Espinay (fille de Jacques, sire d'Ussé et Segré, et sœur d'Anne d'Espinay qui épousa François de La Queuille de Châteauneuf-du-Drac et fut la mère de Catherine de La Queuille (-d'Espinay ; épouse de Marc de Beaufort-Canillac : voir ci-dessous), et d'Anne de La Que(u)ille (-d'Espinay), cette dernière étant l'épouse de John Stuart-Darnley 6e sire d'Aubigny et La Verrerie), d'où :
      - - Pierre, sire de Culan, sans postérité de sa femme, une fille d'Auguste d'Azay d'Entraigues ;

    - et - Charles II de Culan, fait prisonnier au siège d'Hesdin en 1553 et lourdement rançonné, x 1529 Gabrielle d'Apcher de Brécy [cousine germaine héritière de Jacqueline de La Que(u)ille (-Castelnau-Caylus ; autre fille de François de La Queuille, et sœur de Françoise de La Queille — la femme du Grand Maître de l'Artillerie Jacques Galiot de Genouillac ; deux demi-sœurs aînées de Catherine et d'Anne de La Queille ci-dessus — ; Jacqueline fut la 2e femme, sans postérité, du maréchal Robert Stuart d'Aubigny et la Verrerie, grand-oncle de John Stuart ci-dessus) ; par sa mère Marie de Castelnau-Caylus — la tante de Jacqueline — Gabrielle d'Apcher, dame de Brécy, était l'arrière-petite-fille du maréchal Philippe de Culan ci-dessus et d'Anne de Beaujeu-Amplepuis de Linières de Brécy], d'où :
      - Silvain de Culan ; François de Culan, seigneur de Saint-Désiré (x Charlotte de Grailly de Chalette, dame de La Forêt-Grailly, d'où Françoise de Culan, mariée à Amador de La Porte d'Issertieux), et - Jean III († 1605), dernier baron héréditaire de Culan, sire de Brécy, Moulins et Sainte-Solange, x 1° 1573 Anne d'Agurande du Plex (d'où Marguerite de Culan, x Charles de Tranche-Lion de Bois-Buard), et 2° 1584 Claude de Gamaches de Jussy, d'où :
        - - Louis III de Culan, sire de Brécy, Moulins et Sainte-Solange, † apr. 1637, x Renée, fille de Claude de Clèves de Rozoy : famille réputée issue d'un bâtard de l'abbé du Tréport, François de Clèves, lui-même fils d'Engilbert de Clèves, comte de Nevers, d'où : Antoine de Culan de Brécy ; Edme de Brécy : père de Louis-François de Culan, baron de Brécy, auteur d'une postérité par sa femme Françoise Guyot ; et François-Henri de Culan de Sainte-Solange.

### Propriétaires successifs
En fait, au XVIe siècle, la situation financière des Culan était bien compromise. Pierre de Culan, fils aîné de Gabriel, dut vendre après 1538 sa baronnie à Gilbert de Rochefort de Saint-Jeanvrin, mais la retrouva car son beau-père Auguste d'Azay d'Entraigues la racheta et la lui offrit en janvier 1553. La forte rançon que dut payer son frère Charles II n'arrangea pas les affaires de la famille, et le fils de ce dernier, Jean III, dut se résoudre à vendre Culan au marquis Jean de Beaufort-Canillac le 11 juin 1582 († 1589 ; un cousin issu de germain puisqu'il était le fils du marquis Marc de Beaufort-Canillac et de Catherine de La Queuille (-d'Espinay), une fille de François de La Queuille et d'Anne d'Espinay ci-dessus ; le fils aîné de Jean de Beaufort-Canillac, le marquis Jean-Timoléon de Beaufort-Canillac, lieutenant-général en Basse-Auvergne, était toujours baron de Culan à la fin du XVIe siècle). Puis Culan fut acquis par le duc de Montpensier, qui céda lui-même le 6 septembre 1614 au fameux duc de Sully contre 88 000 livres, ; enfin ledit Maximilien de Béthune-Sully vendit au prince de Condé le 12 février 1621.
Au XIXe siècle, le château est racheté par Philippe Auguste Legrand (1804-1882), notaire à Saint-Amand-Montrond ; il appartient ensuite à son fils Félix (1836-1893), avocat à la cour d'appel de Bourges et maire de Saint-Doulchard, puis au fils de celui-ci, Philippe-Ernest Legrand, helléniste, professeur à l'université de Lyon, qui meurt dans le château en 1953.

## Période actuelle

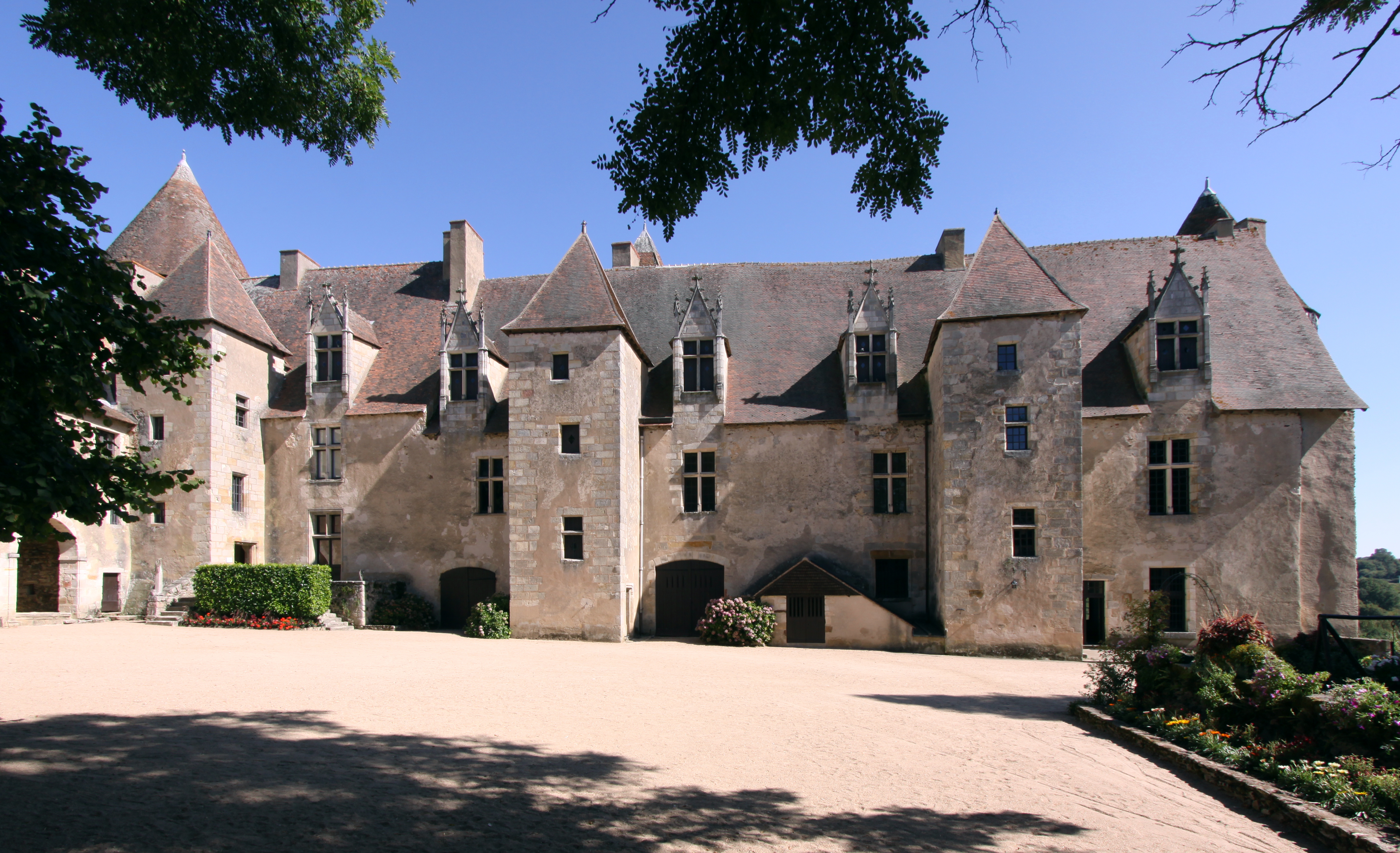
La façade sur cour.

Le château de Culan est en excellent état. Il avait été remarquablement restauré dans la période 1950-1980 par un précédent propriétaire, Jean Ferragut, qui y organisa de belles expositions (Picasso, Bernard Buffet, tapisseries flamandes, etc.). 
C'est l'une des rares forteresses à posséder encore ses hourds en bois (voir photo, c'est la partie entre la toiture et la maçonnerie des tours), qui permettaient de jeter des pierres et divers projectiles sur les assaillants. Le château possède de belles cheminées monumentales du XVe siècle.
Autour du château sont aménagés en 1995 des « jardins médiévaux » sur une idée d'Alice Flament, veuve de Marc Flament, photographe de guerre et auteur de romans historiques et pour la jeunesse ayant acheté le château en janvier 1988.
Jean-Pierre Marquis, acquéreur du château en 2001, décédé en 2018, et son fils Édouard continuent le travail de restauration et d'entretien. Édouard Marquis meurt le 23 novembre 2020, après avoir tenté de léguer le château au département du Cher. Le département a cependant refusé le legs en raison du coût trop important pour la collectivité.
Le château est acquis par Claude Aguttes, commissaire-priseur.

## Description
Le château, fondé au XIe siècle et reconstruit au XVe siècle, arbore côté falaise, trois tours et de haut logis.

## Manifestations
Le château se visite tous les jours de Pâques à la Toussaint. Des week-ends médiévaux y sont organisés les dernières semaines de juillet et en août, ainsi qu'une dizaine de visites aux flambeaux certains soirs d'été.